# Itte Detenamo
Itte Detenamo, född 22 september 1986, är en naurisk olympisk tyngdlyftare.
Detenamo representerade Nauru vid Olympiska sommarspelen 2004 i Aten, där han slutade på 14:e plats i +105kg-klassen. Han var Naurus enda deltagare i Olympiska sommarspelen 2008 i Peking
Detenamos far och äldre syster är också tyngdlyftare.